# Liste der Kulturdenkmäler in Malbergweich
In der Liste der Kulturdenkmäler in Malbergweich sind alle Kulturdenkmäler der rheinland-pfälzischen Ortsgemeinde Malbergweich aufgeführt. Grundlage ist die Denkmalliste des Landes Rheinland-Pfalz (Stand: 27. Juni 2022).

## Einzeldenkmäler
| Bezeichnung                           | Lage                                                | Baujahr                                | Beschreibung | Bild                           |
| ------------------------------------- | --------------------------------------------------- | -------------------------------------- | --- | ------------------------------ |
| Quereinhaus                           | Grabenstraße 3 Lage                                 | 16. Jahrhundert                        | Quereinhaus, im Kern aus dem 16. Jahrhundert, Umbau im 19. Jahrhundert                                                                                                  | BW                             |
| Burg                                  | Grabenstraße 10 Lage                                | um 1710                                | sogenannte Burg; stattliches Flurküchenhaus mit Walmdach, wohl um 1710; einbogige Zufahrtsbrücke                                                                        | BW                             |
| Halfenkreuz                           | Hauptstraße, gegenüber Nr. 16 Lage                  | 16. Jahrhundert                        | hohes Nischenkreuz, wohl aus dem 16. Jahrhundert | Fotos hochladen                |
| Wohnhaus                              | Hauptstraße 22 Lage                                 | 180[x]                                 | Wohnhaus, bezeichnet 180[x]; wiederverwendetes Fenster aus dem 16. oder frühen 17. Jahrhundert                                                                          | BW                             |
| Quereinhaus                           | Hauptstraße 27 Lage                                 | Mitte des 19. Jahrhunderts             | Quereinhaus mit Kniestock, Mitte des 19. Jahrhunderts (heute Zweiseithof)                                                                                               | BW                             |
| Quereinhaus                           | Hauptstraße 40 Lage                                 | 1901                                   | Quereinhaus, bezeichnet 1901 | BW                             |
| Wegekreuz                             | Hauptstraße, gegenüber Nr. 47 Lage                  | 1673                                   | Schaftkreuz, bezeichnet 1673, Abschlusskreuz wohl von 1904 | weitere Bilder Fotos hochladen |
| Dorfgemeinschaftshaus                 | Neidenbacher Straße 1 Lage                          | 1923–27                                | ehemalige Schule; Massivbau mit überbauter Torfahrt, 1923–27, Erweiterung ab 1939                                                                                       | BW                             |
| Katholische Filialkirche St. Nikolaus | Neidenbacher Straße 2 Lage                          | 1788                                   | Saalbau mit Dachreiter, 1788 | weitere Bilder Fotos hochladen |
| Hofanlage                             | Neidenbacher Straße 14–18 Lage                      | 1791                                   | ehemalige Hofanlage, heute Wohnhäuser; Nr. 14 stattliches zweieinhalbgeschossiges Wohnhaus, bezeichnet 1791, Nr. 16 und 18 ehemaliger Stall; bauliche Gesamtanlage      | BW                             |
| Quereinhaus                           | Schulstraße 6 und 8 Lage                            | 1747                                   | Quereinhaus; Nr. 8 Scheune, bezeichnet 1747, Nr. 6 ehemaliges Wirtschaftsgebäude, Mitte des 19. Jahrhunderts Umbau zum Quereinhaus                                      | BW                             |
| Hofanlage                             | Sportplatzstraße 18 Lage                            | zweite Hälfte des 18. Jahrhunderts     | Streckhof, zweite Hälfte des 18. Jahrhunderts oder um 1800 | BW                             |
| Hofanlage                             | Sportplatzstraße 20 Lage                            | spätes 18. Jahrhundert                 | Streuhof; langgestrecktes Wohnstallhaus, im Kern aus dem späten 18. Jahrhundert, Umbau und Erweiterung im 19. Jahrhundert, Scheune; zusammen mit Nr. 18 ortsbildprägend | BW                             |
| Weibischkreuz                         | nördlich des Ortes an der K 81 Lage                 | spätes 17. oder frühes 18. Jahrhundert | Nischenkreuz, spätes 17. oder frühes 18. Jahrhundert | BW                             |
| Staffelstein                          | westlich des Ortes an der L 32 Lage                 |                                        | kreisrunder Sandsteinstumpf, römisch (?) | BW                             |
| Wegekreuz                             | südöstlich des Ortes an der L 34 beim Friedhof Lage | 1759                                   | barockes Schaftkreuz, bezeichnet 1759 | Fotos hochladen                |

## Ehemalige Kulturdenkmäler
| Bezeichnung | Lage                        | Baujahr                           | Beschreibung | Bild |
| ----------- | --------------------------- | --------------------------------- | --- | ---- |
| Hofanlage   | Neidenbacher Straße 29 Lage | erste Hälfte des 19. Jahrhunderts | Streckhof, erste Hälfte des 19. Jahrhunderts; Flurküchenhaus, dreiteilige Ökonomie; aus der Denkmalliste gelöscht | BW   |